# 普拉斯 (巴利亚多利德省)
普拉斯，是西班牙卡斯蒂利亚-莱昂巴利亚多利德省的一个市镇。总面积11平方公里，总人口62人（2001年），人口密度6人/平方公里。